# رودي بيريز
رودي بيريز (بالإنجليزية: Rudy Pérez)‏ هو ملحن ومنتج أسطوانات وكاتب أغاني أمريكي وكوبي، ولد في 17 مايو 1958 في بينار ديل ريو في كوبا.

## وصلات خارجية
- الموقع الرسمي
- رودي بيريز على موقع ميوزك برينز (الإنجليزية)
- رودي بيريز على موقع ديسكوغز (الإنجليزية)